# 湖子內 (嘉義市)
湖子內，原寫為湖仔內，是臺灣嘉義市西區的一個傳統地域名稱，位於該區東南端凸出部分。相較於今日行政區，其範圍大致包括湖內里不含東北部邊界地帶及南部邊界地帶、獅子里南半部、紅瓦里東南大半部不含其西南端。

## 歷史
台灣日治初期，湖子內地區為一街庄（舊制街庄），稱為「湖仔內庄」，隸屬於嘉義西堡。該庄西北與下藔庄、車店庄為鄰，東北與下路頭庄為鄰，東南邊隔八掌溪與下六庄為界，西南邊為崎仔頭庄。
1901年（日治明治三十四年）11月11日，全台設置二十廳，該庄隸屬於嘉義廳。1904年（明治三十七年）2月15日，該庄編入「水堀頭區」，隸屬於嘉義廳。1909年（明治四十二年）10月25日，全台整併二十廳為十二廳，該庄仍隸屬於嘉義廳。1910年（明治四十三年）1月18日，各區管轄區域調整，該庄仍隸屬於嘉義廳的「水堀頭區」。
1920年（大正九年）10月1日，全台廢十二廳改設五州二廳，該庄改制並雅化為「湖子內」大字，隸屬於臺南州嘉義郡水上庄（新制街庄）。
戰後水上庄改制為水上鄉，隸屬於臺南縣，大字亦改制為村。1948年（民國37年）7月5日，本地區改劃入嘉義市管轄，村亦改制為里。

## 聚落
本地區發展較早的聚落為埤頭（湖子內），在日治期初期的官方地圖上已有記載。此外，本地區尚有埤肚聚落。

## 信仰

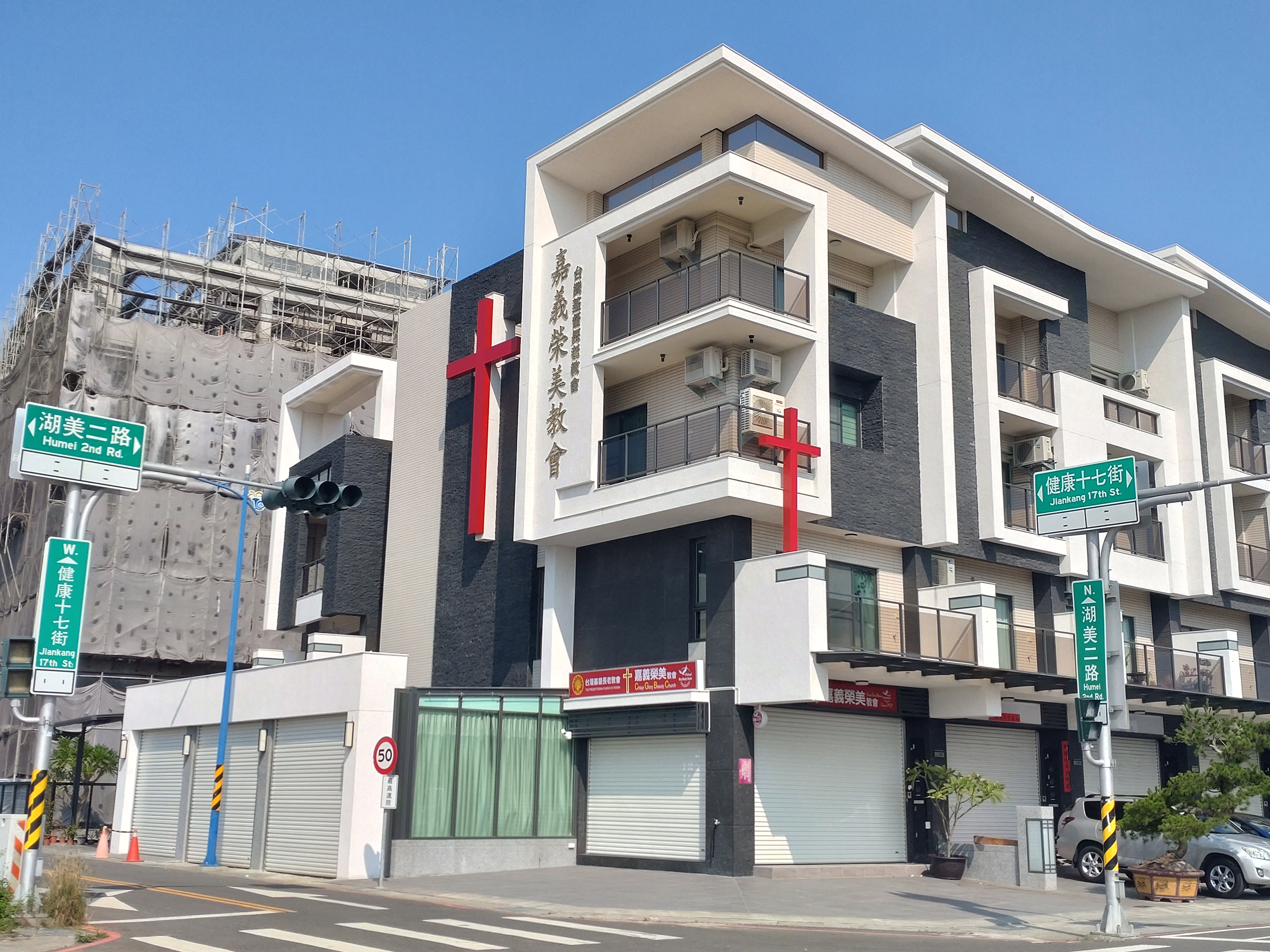
榮美教會位於湖子內重劃區湖美二路

- 台灣基督長老教會榮美教會：設立於2021年9月19日，並於2022年7月26日由東門教會的支會升格為堂會，並由原派駐於東門教會之呂姿蓉牧師轉任本會牧師，期間歷時不足一年，足見其發展之迅速。

## 交通
省道台18線（世賢路三段）主要路段又稱「新中橫公路嘉義玉山線」，俗稱「阿里山公路」，是太保至塔塔加的幹道，經過本地區部邊界地帶。由該道路西行繞過嘉義市市區（外環道）後可前往嘉義縣太保市，並止於高鐵嘉義站旁的鄉道嘉58-1線路口；東行可前往中埔鄉、番路鄉、竹崎鄉東南端、阿里山鄉、南投縣信義鄉，並止於塔塔加的太平巷路口暨省道台21線終點。
縣道163號（民生南路、新民路）是嘉義至好美里的道路，經過本地區湖子內聚落。由該道路北行可前往嘉義市中心，並止於縣道159號路口；南行可前往水上鄉、鹿草鄉、義竹鄉、布袋鎮，並止於好美里。